# Мезенцов, Михаил Иванович (генерал-майор)
Михаил Иванович Мезенцов (1849—1916) — российский военный деятель, генерал-майор.

## Биография
Происходил из дворянского рода Мезенцовых. В 1866 окончил Петровскую Полтавскую военную гимназию, после чего окончил Николаевское кавалерийское училище. Выпущен офицером в 4-й гусарский Мариупольский полк. В течение почти полутора десятка лет был командиром эскадрона, далее состоял в распоряжении командующего войсками Виленского военного округа. Потом почти десять лет, с 1895 до 1904, был командиром 50-го драгунского Иркутского полка. Затем становится командиром 2-й бригады в 6-й кавалерийской дивизии, а 14 апреля 1906 назначен командиром 3-й Отдельной кавалерийской бригады. Был женат, имел четверых детей.

### Чины
- полковник (15 сентября 1895);
- генерал-майор.

### Награды
- орден святого Владимира 3-й и 4-й (с мечами и бантом) степеней;
- орден святой Анны 2-й степени;
- орден святого Станислава 1-й, 2-й (с мечами), 3-й (с мечами и бантом) степеней;
- крест «За переход через Дунай».